# Olympische Winterspiele 1960/Ski Alpin – Abfahrt (Frauen)
Die Abfahrt im Alpinskisport der Frauen bei den Olympischen Winterspielen 1960 wurde am 20. Februar um 10:00 Uhr gestartet. Austragungsort war die Piste „KT-22“ im Squaw Valley Ski Resort.
Erstmals in der olympischen Geschichte waren Helme für die Athletinnen verpflichtend.
Am 16. Februar gab es eine Probeabfahrt. Bei der vorangegangenen Besichtigung kam die Schweizer Olympiasiegerin von 1956, Madeleine Berthod, im Zielhang zu Sturz, wobei sie auf ihre ohnehin verletzte Schulter fiel. An ihrer Stelle wurde Lilo Michel nominiert. Schnellste der Probeabfahrt waren die Schweizerinnen Margrit Gertsch und Annemarie Waser.
Die großen Siegerinnen waren die Deutschen, die mit drei Fahrerinnen unter den ersten Sieben und vier im ersten Dutzend sämtliche Prognosen übertrafen. Biebl war schon während des ganzen Winters die erfolgreichste deutsche Läuferin gewesen und in diesem Rennen von Beginn an voran gelegen. Sowohl bei den US- als auch Schweizer Vertreterinnen gab es drei Stürze. Dem Gastgeberland blieb immerhin die Silbermedaille. Den Gestürzten wurde eine Bodenwelle zum Verhängnis, Rüegg klagte über einen zu langsamen Ski. Bei den Österreicherinnen konnte Hecher (trotz eines Treppensturzes am Vortag) die Bronzemedaille gewinnen; sowohl Frandl als auch Beutlhauser stürzten in der Traverse, wobei Letztere mit einer Gehirnerschütterung abtransportiert werden musste. Die Französinnen verloren ihre beste Abfahrerin Janine Monterrain ebenfalls durch einen Sturz in der Traverse.

## Streckendaten
| Start          | 2447 m       |
| Ziel           | 1894 m       |
| Höhendifferenz | 0553 m       |
| Streckenlänge  | 1828 m       |
| Kurssetzer     | Gordy Prager |

## Ergebnisse
| Rang | Athletin                 | Nation             | Zeit (min) | Defizit (s) |
| ---- | ------------------------ | ------------------ | ---------- | ----------- |
| 1    | Heidi Biebl              | Deutschland        | 1:37,6     | —           |
| 2    | Penny Pitou              | Vereinigte Staaten | 1:38,6     | +1,0        |
| 3    | Traudl Hecher            | Österreich         | 1:38,9     | +1,3        |
| 4    | Pia Riva                 | Italien            | 1:39,9     | +2,3        |
| 5    | Jerta Schir              | Italien            | 1:40,5     | +2,9        |
| 6    | Anneliese Meggl          | Deutschland        | 1:40,8     | +3,2        |
| 7    | Sonja Sperl              | Deutschland        | 1:41,0     | +3,4        |
| 8    | Erika Netzer             | Österreich         | 1:41,1     | +3,5        |
| 9    | Yvonne Rüegg             | Schweiz            | 1:41,6     | +4,0        |
| 9    | Carla Marchelli          | Italien            | 1:41,6     | +4,0        |
| 11   | Barbara Henneberger      | Deutschland        | 1:42,4     | +4,8        |
| 12   | Anne Heggtveit           | Kanada             | 1:42,9     | +5,3        |
| 12   | Marit Haraldsen          | Norwegen           | 1:42,9     | +5,3        |
| 14   | Thérèse Leduc            | Frankreich         | 1:44,2     | +6,6        |
| 14   | Arlette Grosso           | Frankreich         | 1:44,2     | +6,6        |
| 14   | Jolanda Schir            | Italien            | 1:44,2     | +6,6        |
| 17   | Nancy Holland            | Kanada             | 1:45,2     | +7,6        |
| 18   | Marguerite Leduc         | Frankreich         | 1:45,6     | +8,0        |
| 19   | Stalina Korsuchina       | Sowjetunion        | 1:46,5     | +8,9        |
| 20   | Jewgenija Kabina         | Sowjetunion        | 1:46,7     | +9,1        |
| 21   | Joan Hannah              | Vereinigte Staaten | 1:47,9     | +10,3       |
| 22   | Nancy Greene             | Kanada             | 1:48,3     | +10,7       |
| 23   | Ljubow Wolkowa           | Sowjetunion        | 1:49,2     | +11,6       |
| 24   | Marían Navarro           | Spanien            | 1:49,7     | +12,1       |
| 25   | Josephine Gibbs          | Großbritannien     | 1:50,3     | +12,7       |
| 26   | Margrit Gertsch          | Schweiz            | 1:50,4     | +12,8       |
| 27   | Christine Davy           | Australien         | 1:50,6     | +13,0       |
| 28   | Wendy Farrington         | Großbritannien     | 1:50,8     | +13,2       |
| 29   | María Cristina Schweizer | Argentinien        | 1:51,0     | +13,4       |
| 30   | Liv Jagge-Christiansen   | Norwegen           | 1:51,2     | +13,6       |
| 31   | Renate Holmes            | Großbritannien     | 1:51,9     | +14,3       |
| 32   | Elizabeth Greene         | Kanada             | 1:53,3     | +15,7       |
| 33   | Linda Meyers             | Vereinigte Staaten | 1:53,4     | +15,8       |
| 34   | Cecilia Womersley        | Neuseeland         | 1:59,5     | +21,9       |
| 35   | Liselotte Michel         | Schweiz            | 2:01,0     | +23,4       |
| 36   | Trish Prain              | Neuseeland         | 2:01,5     | +23,9       |
| 37   | Astrid Sandvik           | Norwegen           | 2:02,9     | +25,3       |
| 38   | Janine Monterrain        | Frankreich         | 2:03,0     | +25,4       |
| 39   | Josefa Frandl            | Österreich         | 2:11,6     | +34,0       |
|      | Betsy Snite              | Vereinigte Staaten | DSQ        | DSQ         |
|      | Annemarie Waser          | Schweiz            | DSQ        | DSQ         |
|      | Herlinde Beutlhauser     | Österreich         | DSQ        | DSQ         |